# Orestes (Präfekt)
Orestes (um 415 n. Chr.) war der Praefectus augustalis der Dioecesis Aegypti. Damit war er Praefectus Aegypti (Statthalter) der römischen Provinz Aegyptus. Mit dem amtierenden Bischof von Alexandria, Kyrill, stand er in Opposition und hatte mit ihm einen dauerhaften Konflikt. Orestes stand in engem Kontakt mit der spätantiken Mathematikerin, Astronomin und Philosophin Hypatia, die bedeutende Politiker Alexandrias politisch beriet.

## Leben und Wirken

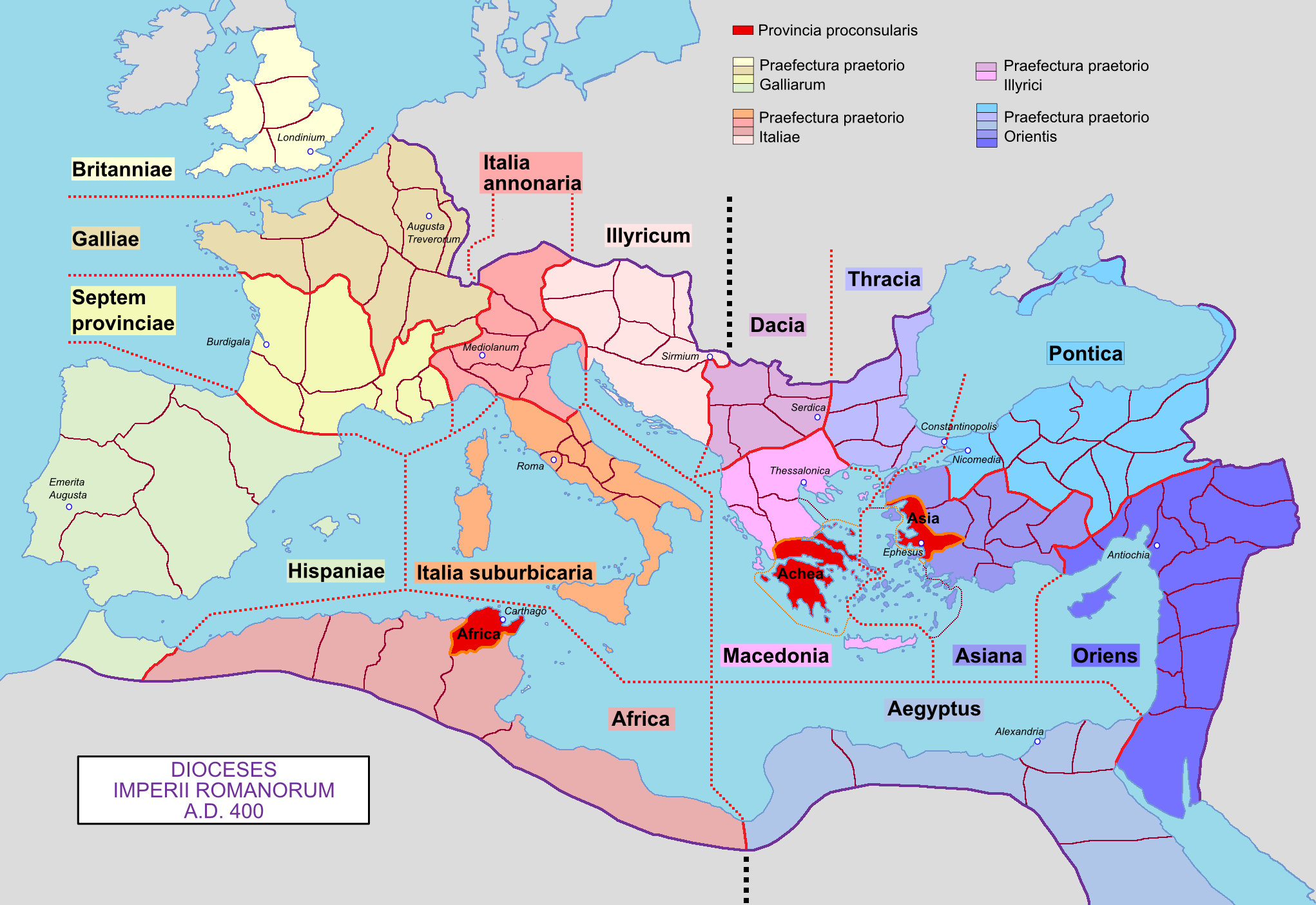
Karte des Römischen Reiches mit seinen Diözesen, um 400 n. Chr.

Über seine genaue Biografie ist nur wenig bekannt. Während seines Amtes als Präfekt geriet er im Jahre 415 mit dem Bischof von Alexandria, Kyrill, dem Nachfolger und Neffen von Theophilos von Alexandria, in einen massiven Konflikt. Orestes widersetzte sich Kyrills verstärkten Absichten des kirchlichen Eingriffs in weltliche Vorrechte und politische Ordnung.
Andererseits war Alexandria unter den Patriarchen Theophilus und Kyrill ein besonderer Unruheherd auf Grund des religiösen Konflikts zwischen den extremen Vertretern beider religiöser Systeme, dem Polytheismus und dem frühen Christentum. Von der zweifelsohne größten Eskalation in dieser Zeit, dem Konflikt um das Serapeion von Alexandria, berichtet etwa Rufinus von Aquileia. Kyrill kam zunehmend in Konflikt mit Orestus, der zum römischen Präfekten der Stadt und damit deren weltlichem Herrscher ernannt worden war. Dabei war Orestus zum Christentum übergetreten, vertrat aber einen eher gemäßigten oder pragmatischen Ansatz. Er wehrte sich gegen die Machtspiele des Bischofs Kyrill, indem er sich sogar an den christlichen römischen Kaiser Theodosius II. wandte. Doch seine Beschwerde wurde von diesem zurückgewiesen.
Der Präfekt Orestes genoss die politische Unterstützung von Hypatia, einer bekannten Philosophin, die in der Stadt Alexandria weitreichenden Einfluss hatte. Eine Ursache für die spätere Ermordung der Hypatia lag möglicherweise auch darin, dass der Präfekt Orestes von einer Gruppe gewalttätiger Mönche (Parabolani) am Kopf verletzt wurde. Der Mönch, der ihn verletzte, konnte gefasst werden. Es war ein gewisser Ammonios (altgriechisch Ἀμμώνιος), den der Präfekt daraufhin festnehmen und hinrichten ließ.
Genauer waren es Nitrianische Mönche, die aus der Wüste Nitria kamen und unter der Bevölkerung von Alexandria einen Aufstand gegen Orestes auslösen wollten. Die Gewalttätigkeit dieser Mönche war gemeinhin bekannt. Namentlich sind Ammonius, Dioscorus, Eusebius und Euthymius erwähnt. Außerdem soll Kyrill fünf Jahre unter ihren Anleitungen in asketischer Ausbildung verbracht haben.
Die Mönche griffen Orestes an und beschuldigten ihn, ein Heide zu sein. Als Orestes durch die Straßen fuhr, wurde er in seinem Wagen von einem Haufen von fünfhundert nitrischen Mönchen angefallen und seine Leibwachen flohen. Orestes wies die Anschuldigungen, ein Heide zu sein, zurück und erklärte, dass er vom Erzbischof von Konstantinopel getauft worden war. Die Mönche ignorierten diesen Sachverhalt und einer von ihnen, Ammonius warf einen Stein, der Orestes am Kopf traf. Der Getroffene blutete stark, doch kamen ihm Bewohner von Alexandria zu Hilfe, nahmen Ammonius gefangen und trieben die übrigen Mönche in die Flucht. Orestes wurde wieder gesund, Ammonius wurde an einem öffentlichen Ort gefoltert und letztlich hingerichtet. Doch Kyrill nahm die Leiche des Ammonius und legte sie in eine Kirche, um ihm den Titel „Thaumasius“ (altgriechisch Θαυμασίου ‚der Wundervolle‘) zu verleihen und seinen Namen in die Liste der Märtyrer aufzunehmen. Der Präfekt informierte Kaiser Theodosius II. und berichtete ihm von den Ereignissen. Kyrill seinserseits schrieb ebenfalls dem Kaiser und stellte seine Version der Ereignisse dar.
Der spätere Mord an seiner Lehrerin zeigt die frühchristliche Gewaltbereitschaft, wobei es zuvor in Alexandria auch zu häufigen Zusammenstößen zwischen den verschiedenen Religionsgemeinschaften gekommen war. Im März 415 oder 416 ergriff ein christlicher Mob Hypatia an ihrem Wagen und ermordete sie auf brutale Weise. Edward Watts hat allerdings bezweifelt, dass der Tod Hypatias geplant war. Watts weist darauf hin, dass es in der Spätantike des Öfteren zu Konfrontationen zwischen prominenten Persönlichkeiten und einem aufgebrachten Mob kam, dieser aber selten eine Tötungsabsicht verfolgte. Es ist auch möglich, dass der Anführer des Mobs, ein gewisser Petros, die Philosophin einschüchtern wollte, damit sie sich von ihrer beratenden Rolle Orestes gegenüber zurückzog, die Situation dann jedoch außer Kontrolle geriet.

## Rezeption
In dem 2008 gedrehten Film Agora – Die Säulen des Himmels von Alejandro Amenábar wird Orestes von Oscar Isaac verkörpert.